# Gerhard von Mende
Gerhard von Mende (ur. 25 grudnia 1904 w Rydze, zm. 16 grudnia 1963 w Düsseldorfie) – niemiecki naukowiec i wykładowca akademicki, pisarz i publicysta, specjalista do spraw tureckich i kaukaskich mniejszości narodowych ZSRR, szef wydziału ds. Kaukazu i Turkiestanu w Ministerstwie Rzeszy ds. Okupowanych Terytoriów Wschodnich podczas II wojny światowej.

## Życiorys
Jego rodzina była Niemcami bałtyckimi. Ojciec został zabity przez bolszewików po ataku wojsk bolszewickich na Łotwę w 1919 r. Rodzina uciekła do Niemiec. Gerhard von Mende w 1923 r. ukończył szkołę średnią w Naumburgu, zaś w 1932 r. uniwersytet w Berlinie. Specjalizował się w rosyjskiej historii i tureckich kwestiach. W 1933 r. ukończył Narodowy Instytut Języków Narodów Orientalnych w Paryżu, uzyskując doktorat. Kolejny doktorat zrobił w Wirtschaftshochschule w Berlinie. W 1934 r. opublikował książkę pt. „Die Völker der Sowjetunion”. W 1935 r. został profesorem uniwersytetu w Berlinie, uniwersytetu w Poznaniu i uniwersytetu w Hamburgu. W 1936 r. wyszła jego kolejna książka pt. „Der nationale Kampf der Russlandtürken. Ein Beitrag zur nationalen Frage in der Sovetunion”. Po dojściu do władzy Adolfa Hitlera stał się entuzjastą nazistów. Został doradcą Alfreda Rosenberga ds. mniejszości narodowych w ZSRR. Po ataku wojsk niemieckich na Związek Radziecki 22 czerwca 1941 r., stanął na czele wydziału ds. Kaukazu i Turkiestanu w Ministerstwie Rzeszy ds. Okupowanych Terytoriów Wschodnich. Nadal prowadził też działalność naukową na berlińskim uniwersytecie. Z ramienia władz hitlerowskich zajmował się organizowaniem spośród jeńców wojennych – czerwonoarmistów pochodzenia tatarskiego, turkiestańskiego i kaukaskiego kolaboracyjnych oddziałów wojskowych w służbie niemieckiej, zwanych Legionami Wschodnimi. Opowiadał się za utworzeniem na gruzach ZSRR państw tych narodów pod protektoratem III Rzeszy. Sprawował rolę „protektora” komitetów narodowych. Był wykładowcą na Reichsuniversität Posen. Pod koniec wojny zabiegał o przeniesienie jak największej liczby „wschodnich” ochotników na zachód, aby uniknąć schwytania ich przez Sowietów. Po klęsce Niemiec 4/5 maja 1945 r., nawiązał współpracę z brytyjskim wywiadem. Utworzył w Düsseldorfie organizację pod nazwą Służba Poszukiwawcza Europy Wschodniej, w której zatrudnił wielu b. nazistów specjalizujących się w propagandzie antykomunistycznej, a także emigrantów z ZSRR, wspierając ich dążenia narodowowyzwoleńcze. Organizacja była opłacana przez zachodnie wywiady, a następnie władze Niemiec Zachodnich. W latach 50. G. von Mende podjął bliską współpracę z CIA. Pisał artykuły do specjalistycznej prasy.